# Der Stechlin (Roman)

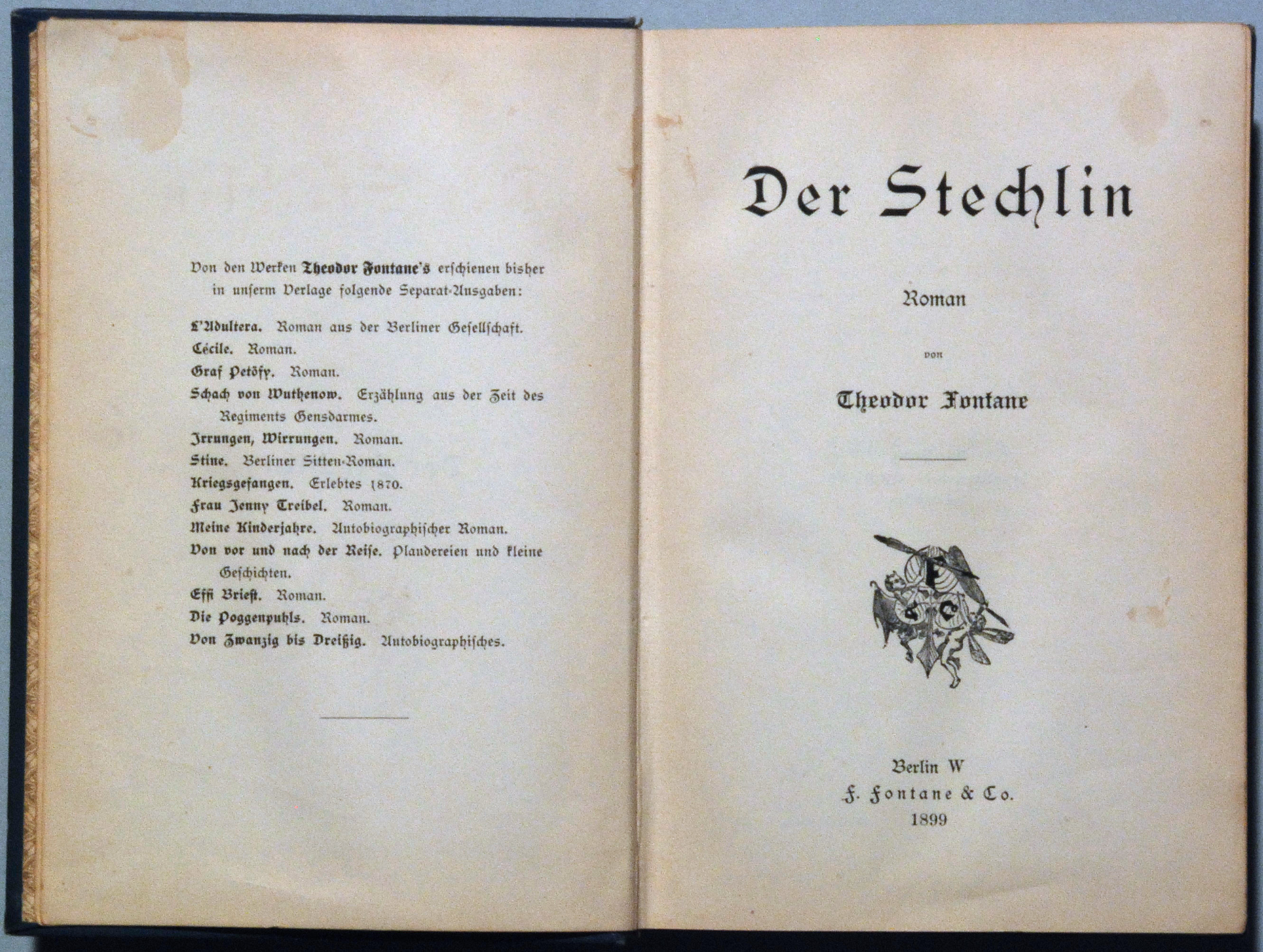
Titel der ersten Buchausgabe

Der Stechlin ist ein Roman von Theodor Fontane. Er entstand in den Jahren 1895 bis 1897 und wurde unter dem Titel Stechlin erstmals 1897/98 in der Zeitschrift Über Land und Meer publiziert. Die Buchausgabe erschien (vordatiert im Impressum auf 1899) im Oktober 1898. Der Stechlin ist Fontanes letzter Roman. Seine Hauptfigur, der alte Dubslav von Stechlin, trägt den gleichen Namen wie der tatsächlich existierende nahegelegene See, der stimmungsvoll in die märkische Landschaft eingebettet ist. Der Roman spielt in der Zeit seiner Niederschrift. Leichthin geführte Unterhaltungen und tiefsinnige Gespräche vermitteln die Melancholie einer Spätzeit, voll Skepsis und doch versöhnlich. Die mit Sympathie gezeichnete Hauptfigur trägt Züge ihres Autors, der im Monat vor der Veröffentlichung starb.

## Form
Der Roman umfasst etwa 400 bis 500 Seiten, die in neun Abschnitte mit Überschrift gegliedert sind. Jeder dieser Abschnitte besteht aus mehreren Kapiteln, die von 1 bis 46 fortlaufend nummeriert sind.

## Handlung

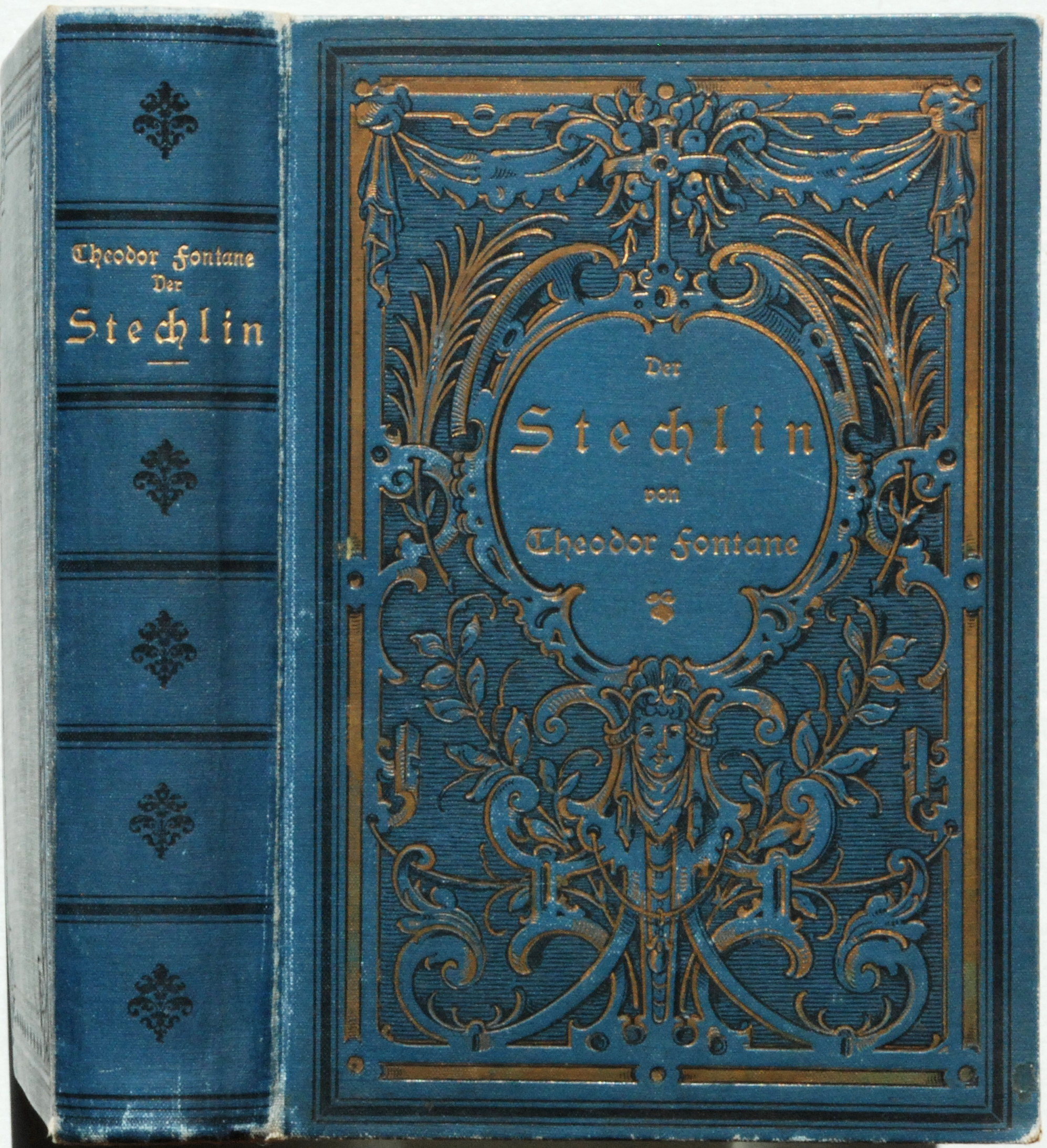
Einband der ersten Buchausgabe

Die Handlung rankt sich um das alte märkische Adelsgeschlecht von Stechlin, das am Großen Stechlinsee im Kreis Ruppin seinen Sitz hat. Der Roman schildert nur wenige Ereignisse. Fontane selbst beschrieb die Handlung ironisch: „Zum Schluß stirbt ein Alter und zwei Junge heiraten sich; – das ist so ziemlich alles, was auf 500 Seiten geschieht.“
Der 66-jährige, verwitwete Dubslav  von Stechlin, Major außer Dienst, lebt auf Schloss Stechlin (wie auch das Dorf Stechlin ein fiktiver Handlungsort). Er ist von freundlichem Gemüt und „hörte gern eine freie Meinung, je drastischer und extremer, desto besser“. Sein einziger Sohn Woldemar, Offizier der Garde-Dragoner in Berlin, besucht ihn mit zwei Freunden, Ministerialassessor Rex und Hauptmann von Czako. Zahlreiche weitere Personen finden sich ein, unter ihnen der mit einer Prinzessin verheiratete Oberförster Katzler, das zugezogene Mühlenbesitzer-Ehepaar von Gundermann, das vom alteingesessenen Adel abgelehnt wird, und Pastor Lorenzen, so dass es zu vielen Gesprächen kommt. Während die meisten Dorfbewohner eher sittenstreng sind, zeigt Lorenzen sozialdemokratisches Gedankengut und ist ein Anhänger von João de Deus. Erörtert werden aktuelle Ereignisse; vor allem werden die alten, konservativen Sichtweisen gegen neue, liberale und sozialdemokratische Tendenzen abgewogen. Auf der Rückreise nach Berlin besuchen Woldemar und seine Freunde Dubslavs Halbschwester Adelheid im Kloster Wutz. Sie führt das dortige Damenstift, ist erzkonservativ und missbilligt die liberalen Anschauungen ihres Bruders.
In Berlin lebt Graf Barby, ebenfalls verwitwet, mit seinen beiden Töchtern. Melusine ist über 30 Jahre alt, nach kurzer Ehe geschieden und trägt den Nachnamen Ghiberti. Sie ist gebildet und vertritt freimütig und gewitzt ihre Ansichten. Ihre jüngere Schwester Armgard ist still und tritt selten in Erscheinung. Woldemar ist sowohl vom Grafen, der seinem Vater ähnelt, als auch von den beiden Frauen fasziniert und besucht die Familie oft. Melusine interessiert sich für Dubslav und die Geheimnisse um den Stechlinsee. Sie lädt Woldemar zu einer Dampferfahrt zum „Eierhäuschen“ auf der Spree ein, zusammen mit ihrem Vater, ihrer Schwester und einem weiteren adligen Ehepaar, das bei den Barbys verkehrt. Am Ende deutet Melusine an, dass eine Verlobung anstünde.
Kurz darauf kommt es zu einem Treffen in Stechlin, auf dem Dubslav zum konservativen Kandidaten für eine fällige Nachwahl zum Reichstag gekürt wird. Die Wahl wird schließlich durchgeführt. Das Wahllokal befindet sich in Rheinsberg. Die Wahl endet mit einem deutlichen Sieg des sozialdemokratischen Kandidaten. Dubslav ist insgeheim erleichtert, die Wahl verloren zu haben, und kehrt nach Stechlin zurück.
Bei einem weiteren Treffen im Haus des Grafen Barby teilt Woldemar mit, dass er zu einer „Mission“ am britischen Königshaus berufen wurde. Graf Barby und seine Töchter lebten lange in England, so dass sie sich darüber austauschen. Woldemar bricht für einige Wochen nach England auf. Nach seiner Rückkehr besucht er die Barbys. Armgard hatte sich bei der Frage, ob sie eher Elisabeth Tudor oder Maria Stuart zuneige, für Elisabeth von Thüringen entschieden und danach das Gefühl gehabt, mit Woldemar verlobt zu sein. Einige Tage später sind sie tatsächlich verlobt. Melusine, Armgard und Woldemar fahren am zweiten Weihnachtsfeiertag für zwei Tage nach Stechlin. Dort wird mit zahlreichen Gästen die Verlobung gefeiert. Melusine bittet Lorenzen in einem Gespräch unter vier Augen, weiterhin Woldemar als „Stütze“ zur Verfügung zu stehen. Die Hochzeitsfeier findet Ende Februar im Haus des Grafen Barby statt.
Nach seiner Rückkehr aus Berlin erkrankt Dubslav ernsthaft, während sich Woldemar und Armgard auf Hochzeitsreise begeben. Adelheid besucht ihren Bruder, der auch sterbenskrank seinen Charakter beibehält. Um sie zur Abreise zu bewegen, nimmt er Agnes, ein uneheliches Kind von „niederer“ Herkunft, bei sich auf, so dass Adelheid ihn in gereizter Stimmung verlässt. Schließlich stirbt Dubslav. Bei der Beerdigungsfeier, die Pastor Lorenzen hält, sind Graf Barby und Melusine anwesend. Die Brautleute erfahren auf Capri von Dubslavs Tod und kehren nach Stechlin zurück. Sie leben anschließend kurze Zeit in Berlin, sehnen sich dann aber nach Stechlin und ziehen dorthin. Das Schlusswort gehört Melusine, die in einem Brief an Lorenzen an ihre Unterhaltung am zweiten Weihnachtsfeiertag in Stechlin erinnert, als sie sagte: „Alles Alte, soweit es Anspruch darauf hat, sollen wir lieben, aber für das Neue sollen wir recht eigentlich leben.“

## Interpretation
Das Gewicht des Romans liegt nicht auf der Handlung, sondern auf den vielfältigen Dialogen, die die gesellschaftliche Wirklichkeit zur Wende vom 19. auf das 20. Jahrhundert offenbaren. Charakteristisch ist hierbei, wie bei allen Werken Fontanes, dass er die Schwächen seiner Zeit erkennt und in seiner literarischen Darstellung auch nicht verleugnet, dabei aber dennoch von einer tiefen Sympathie für das, was den märkischen Adel ausmachen sollte, geprägt ist. Dies wird beispielhaft deutlich an der Charakterzeichnung des alten Dubslav von Stechlin, dessen Sterben zugleich den Abschied von einer alten Welt symbolisiert.
Für das Neue in dem Roman steht die Sozialdemokratie, deren historisches und politisches Recht im Roman anerkannt wird, deren Schwächen aber gleichfalls zur Sprache kommen. Der Pastor Lorenzen äußert folgende Worte, die vielleicht den Hauptinhalt des Romans zum Ausdruck bringen: „Nicht so ganz unbedingt mit dem Neuen. Lieber mit dem Alten, soweit es geht, und mit dem Neuen nur, soweit es muß.“

### Anspielungen auf das heidnisch-elbslawische Erbe
Für das Alte stehen vielfältige Anspielungen auf die scheinbar lang vergangene, doch heimlich immer noch präsente heidnisch-elbslawische Geschichte der Mark:
- Stechlins formell lutherische Halbschwester Adelheid, deren Mutter eine geborene Radegast war,
- deren Stiftsgenossin Fräulein von Triglaff aus dem Hause Triglaff,
- der Edle Herr von Altenfriesack und sein Götzengesicht,
- die gelbe (Ketzer-)Farbe des Herrenhauses,
- die Mistel statt des Weihnachtsbaums,
- Dubslavs subversive Sammlung von Hähnen (Auferstehungssymbolen), die von Kirchtürmen abmontiert wurden,
- sein Umgang mit der „Kräuterhexe“ und die freundliche Aufnahme ihrer Enkelin,
- seine nicht gänzlich unerwiderte Neigung zu Melusine, die den Namen der Nixe Melusine trägt,
- vor allem aber auch der Stechlinsee („unsere pièce de résistance“), der von fernen Katastrophen kündet, den Tod des Alten zu betrauern und die Nachricht hiervon an den fernen Vesuv weiterzuleiten scheint,
- und der alte Dubslav selbst, „mit einem wotanartigen schwarzen Filzhut und einem schweren Eichenstock“, der wie der Priester eines Naturheiligtums in seiner Wald- und Seen-Einsamkeit haust, gegenüber dem Christentum eine teils ironisch-skeptische, teils aber auch unbehagliche Distanz wahrt und mit dem Pastor einen Umgang pflegt, der an ein gleichsam kollegiales Verhältnis eines heidnischen zu einem christlichen Eremiten erinnert, von denen jeder seine Position zwischen dem Alten und dem Neuen definieren und finden muss.

### Schopenhauer, Carlyle und Nietzsche
Fontane vermittelt im Stechlin lebensphilosophische Diskurse seiner Gegenwart in den Dialogen der Figuren. Diese zeugen von einer Auseinandersetzung des Autors mit dem Werk Arthur Schopenhauers. Arthur Hübscher wertete das Motiv der Melusine als ein Hinweis auf die Willensmetaphysik des Philosophen. Die skeptische Haltung gegenüber dem Einzelnen wird deutlich im Gespräch der Freunde Rex und Czako im Kloster Wutz (Kapitel 10), in dem Letzterer anlässlich der Frage nach Woldemars Verheiratung sich über die Dynastie als Mittel der Todesüberwindung amüsiert. Auffällig ist der Konflikt zwischen Willen und Intellekt, der die Figurenzeichnung durchzieht und bei Woldemar Stechlin ausgetragen wird.
Im Roman kommt der Renovatio-Gedanke als integrale Vorstellung der Neuzeit vor. Die Vergreisung und Erstarrung des wilhelminischen Deutschlands wird durch den sich wiederholenden Verweis auf Bismarck als letzten Großen Preußens wie das Lob auf die Tugendhaftigkeit des auf Leo von Caprivi nachfolgenden Chlodwig zu Hohenlohe-Schillingsfürst klar. Ein neuer Bismarck ist nicht in Sicht. Armgard erinnert an Thomas Carlyles Buch über Friedrich II.
Friedrich Nietzsche wird im Gespräch Woldemars mit seiner Tante eingeführt: „Er [Fix] muss wohl denselben Tag was gelesen haben, was ihn abtrünnig gemacht hatte. Personen wie Fix sind sehr bestimmbar [...] Aber was er am meisten immer wieder betonte, das waren die Werte und die Notwendigkeit der Umwertung.“ Das Konzept des Übermenschen, wenn der alte Stechlin sagt: „Jetzt hat man statt des wirklichen Menschen den sogenannten Übermenschen etabliert; eigentlich gibt es aber bloß noch Untermenschen, und mitunter sind es gerade die, die man durchaus zu einem „Über“ machen will. Ich habe von solchen Leuten gelesen und auch welche gesehn. Ein Glück, daß es, nach meiner Wahrnehmung, immer entschieden komische Figuren sind, sonst könnte man verzweifeln.“

### Antisemitismus
In Bezug auf seine Einstellung zu Juden wird Fontane von der Forschung bewertet „als Schriftsteller, der die verbreiteten Feindbilder und Vorurteile teilt und transportiert, ohne als engagierter Antisemit in Erscheinung“ zu treten. Er habe damit den Zeitgeist literarisch und publizistisch gespiegelt.
Die Darstellung der wichtigsten jüdischen Figur, Baruch Hirschfeld, entspricht dem antisemitischen Klischee des „jüdischen Wucherers“: Hirschfeld leiht Dubslav regelmäßig Geld. Aber, obwohl er „mit einer Art Zärtlichkeit an dem Stechliner Schloßherrn“ hängt, fordert er regelmäßig hohe Zinsen und spekuliert darauf, eines Tages den Besitz von einem überschuldeten und zahlungsunfähigen Dubslav übernehmen zu können (Kapitel 1). Noch den schwer kranken Dubslav will er überreden, eine weitere Hypothek (Kapitel 36) aufzunehmen.
Der sympathisch geschilderte Pastor Lorenzen gibt sich als Anhänger des Hofpredigers Stoecker zu erkennen (Kapitel 3), der als Politiker und Theologe eine soziale Neuausrichtung des Christentums mit einem stark betonten Antisemitismus verbinden wollte. Die Anhängerschaft wird jedoch von Stechlins Skepsis in Frage gestellt, und auch Lorenzen glaubt nicht abschließend daran, dass eine judenfeindliche Innere Mission allein die transzendente Ausrichtung des Menschen in der Moderne wiederherstellen kann. Walter Jens meint über Fontane, dass er „sich wie Lorenzen, gleichwohl vom christlich-sozialen Volksprediger nicht lossagen mochte.“ Der Historiker Bernd Heidenreich kritisierte ebenfalls die Gleichsetzung des Hofpredigers mit der fiktiven Figur: „Aber das ist aus der Optik des Romans zu korrigieren; denn mit Antisemitismus hat Pastor Lorenzen nichts zu tun.“ Der Versuch des Germanisten Norbert Mecklenburg, der Ambivalenz der Figur, der er einen „christlichen Antisemitismus“ attestiert, durch dessen vermeintlich schwache Figurenzeichnung zu entkommen, kann indes nicht überzeugen. Die Predigt für den verstorbenen Stechlin gehört unbestreitbar zu den Höhepunkten des Romans und über die Figur bemerkte der Literaturkritiker Marcel Reich-Ranicki, dass dieser „fast ein märkischer Bruder des weisen Nathan“ sei.

## Äußerungen Fontanes zu seinem Werk
In Briefen aus der Entstehungszeit schreibt er unter anderem:
- „Im Winter habe ich einen politischen Roman geschrieben (Gegenüberstellung von Adel, wie er bei uns sein sollte, und wie er ist)“ (8. Juni 1896).
- Mit Bezug zu Vor dem Sturm: Der Stechlin „ist auch patriotisch, aber schneidet die Wurst von der anderen Seite an und neigt sich mehr einem veredelten Bebel- oder Stoeckertum als einem alten Zieten- und Blüchertum zu …“ (29. November 1897).
- „Mein neuer dickleibiger Roman, dessen Sie so freundlich erwähnen, beschäftigt sich fast ausschließlich mit dieser Frage; Dynastie, Regierung, Adel, Armee, Gelehrtentum, alle sind ganz aufrichtig davon überzeugt, dass speziell wir Deutsche eine hohe Kultur repräsentieren; ich bestreite das …“ (14. Mai 1898).

## Rezeption
Der Stechlin wurde in die ZEIT-Bibliothek der 100 Bücher aufgenommen. Den Essay über den Roman verfasste Peter Härtling.

## Ausgaben
- Der Stechlin. F. Fontane & Co., Berlin 1899 (erste Buchausgabe) (Digitalisat und Volltext im Deutschen Textarchiv).
- Der Stechlin. Kritische Ausgabe. Hrsg. von Peter Staengle in Zusammenarbeit mit Roland Reuß. Stroemfeld/Roter Stern, Frankfurt am Main 1998, ISBN 3-87877-921-6.
- Der Stechlin. Roman. Hrsg. von Klaus-Peter Möller. Aufbau, Berlin 2001 (Große Brandenburger Ausgabe. Das erzählerische Werk. Bd. 17), ISBN 3-351-03129-7.

## Verfilmung
Der Roman wurde 1975 vom Norddeutschen Rundfunk unter dem Titel Der Stechlin dreiteilig für das Fernsehen verfilmt.